# Herrschaft Roussy
Die Herrschaft Roussy war ein Lehen um die Burg Roussy im heutigen Roussy-le-Village zwischen Thionville im Süden und Luxemburg im Norden. Sie gehörte ursprünglich zum Besitz der Grafen von Luxemburg und wurde an die Nebenlinie Ligny abgegeben, für die dann 1495 der französische Titel Graf von Roussy (Comte de Roussy) geschaffen wurde. Im Rahmen der übrigen Titel, die in der Familie geführt wurden, spielte der des Comte de Roussy jedoch nie eine bedeutende Rolle.
Unabhängig vom Titel entwickelten sich die Besitzverhältnisse an Roussy. Während der französische Grafentitel in der männlichen Linie vererbt wurde, befand sich die deutsche Herrschaft Roussy selbst ab 1568 in Händen einer Enkelin des Grafen Charles II. († 1530), Magdalena von Nassau-Idstein. Roussy wurde nun mehrfach per Testament vererbt oder verkauft, bis es beim Ausbruch der Französischen Revolution (Roussy gehörte zu diesem Zeitpunkt seit 20 Jahren zu Frankreich) im Besitz von Marie Antoinette Philippine de Custine (1746–1800) war, die mit Albert Louis Baron de Pouilly et de Chauffour (1731–1795) verheiratet war, und die sich Comtesse und Comte de Roussy nannten. 1790 ging das Ehepaar ins Exil, woraufhin der Besitz beschlagnahmt wurde. Das Ehepaar nahm den Namen Mensdorff an, um bei einer eventuellen Gefangennahme durch republikanische Truppen nicht erkannt zu werden, und ließ sich in Österreich nieder. Ihre Nachkommen sind die (ab 1818) Grafen von Mensdorff-Pouilly und (ab 1869) die Fürsten Dietrichstein zu Nikolsburg.
Weder mit der Herrschaft Roussy noch mit dem Titel Comte de Roussy haben die savoyischen Roussy zu tun, denen 1857 der (sayovisch-sardinische) Titel eines Marquis de Roussy zuerkannt wurde.

## Herren von Roussy
- Heinrich IV. der Blinde (1112–1196), Graf von Luxemburg (Haus Namur)
- Ermesinde II., Gräfin von Luxemburg (1186–1247), dessen Tochter; ⚭ 1214 Walram IV., 1214 Graf von Luxemburg, 1221 Herzog von Limburg (Haus Limburg-Arlon)
- Gerhard († 1298/1303), deren Sohn, Graf von Durbuy und Herr von Roussy
- Isabella, dessen Tochter, 1304 Dame de Roussy; ⚭ 1273 Henri de Grandpré, Seigneur de Livry, 1265/82 bezeugt, † vor 1287 (Haus Grandpré)
- Gérard de Grandpré († vor 1356), deren Sohn, 1296 Seigneur de Houffalize, 1304 Seigneur de Roussy
- Marguerite, dessen Tochter, 1335 zu Roussy; ⚭ vor 1353 Arnold IV. von Pittingen
  - Heinrich V. der Blonde († 1281) Graf von Luxemburg, Bruder von Gerhard (Haus Luxemburg-Ligny)
- Walram von Luxemburg (X 1288), dessen Sohn, Herr von Ligny, Roussy und Laroche
- Walram II.(† 1354), dessen Sohn, Seigneur de Ligny, de Roussy et de Beauvoir
- Jean I. († 1364), dessen Sohn, Seigneur de Ligny, de Roussy et de Beauvoir
- Jean († 1360), dessen Sohn, Seigneur de Roussy
- Guy I. († 1371), dessen Bruder, Comte de Ligny, Seigneur de Roussy et de Beauvoir
- Walram III. († 1415), dessen Sohn, 1371 Comte de Saint-Pol et de Ligny, Seigneur de Roussy et de Beauvoir
  - Jean II. († 1397), Seigneur de Beauvoir et de Richebourg, sowie Graf von Brienne und Conversano (iure uxoris).
- Jean II. († 1441), dessen Sohn, Comte de Guise (1425), Comte de Ligny (1430), Seigneur de Roussy
  - Pierre I. († 1433), dessen Bruder, Comte de Saint-Pol
- Louis I. († 1475), dessen Sohn, 1433 Comte de Saint-Pol et de Brienne, Graf von Conversano, 1441 Comte de Ligny et de Guise, Seigneur d’Enghien, de Roussy et de Beaurevoir.
  - Jean (X 1476), dessen Sohn, 1462 Comte de Marle et de Soissons
  - Pierre II. († 1482), dessen Bruder, Comte de Saint-Pol, de Soissons et de Marle

## Grafen von Roussy
- Antoine I. († 1519), Bruder von Pierre II., 1495 Comte de Roussy, de Brienne et de Ligny
- Charles II. († 1530), dessen Sohn, 1519 Comte de Brienne, de Ligny, de Roussy
- Louis III. († 1571), dessen Sohn, 1530 Comte de Roussy
- Antoine II. († 1557), dessen Bruder, 1530 Comte de Brienne, de Ligny etc.
- François († 1613), dessen Sohn, 1557 Comte de Roussy, 1581 Duc de Piney
- Henri III. († 1616), dessen Sohn, 1613 2. Duc de Luxembourg et de Piney, Pair de France, Prince de Tingry, Comte de Brienne, de Ligny et de Roussy;
- Marguerite Charlotte († 1680), dessen Tochter, Duchesse de Piney-Luxembourg, Princesse de Tingry, Comtesse de Brienne, de Ligny et de Roussy etc.; ⚭ Léon d’Albert, † 1630, Seigneur de Brantes, Pair de France (Haus Albert)

## Besitzer von Roussy
- Charles II., Comte de Brienne, de Ligny et de Roussy (siehe oben)
- Françoise von Luxemburg († 1566); ⚭ 1543 Adolf IV. Graf von Nassau-Idstein (Haus Nassau)
- Magdalena Gräfin von Nassau-Idstein (1546–1604), 1568 Dame de Roussy; ⚭ 1566 Joachim Graf von Manderscheid in Virneburg und Neuerburg († 1582)
- Anna Salome Gräfin von Manderscheid (1578–1648), deren Tochter, 1615 Erbin von Kronenburg, 1646 Dame de Roussy; ⚭ Karl (1574–1649) 1611 Graf von Manderscheid in Gerolstein
- Ferdinand Ludwig (1613–1670), deren Sohn, 1649 Graf von Manderscheid in Gerolstein, Bettingen, Kronenburg und Roussy
- Karl Ferdinand († 1697), dessen Sohn, 1670 Graf von Manderscheid in Gerolstein, Roussy, Bettingen und Kronenburg; ⚭ Maria Katharina v. Königsegg u. Rothenfels (1640–1722)
- Die Grafen von Königsegg-Rothenfels erben 1697 Roussy und Kronenburg durch Testament von Graf Karl Ferdinand von Manderscheid-Gerolstein.
- Albrecht Eusebius Graf zu Königsegg und Rotenfels, verkauft die Grafschaft Roussy 1703 an Jacob Dumont.
- Jacob Dumont verkauft die Grafschaft 1718 an Jean François Maguin, Parlamentsrat in Metz
- Jean François Maguin (1671–1751), Seigneur du Comté de Roussy; ⚭ Marguerite Wolter
- Anne Marguerite Maguin (* 1706), Dame du Comté de Roussy; ⚭ 1732 Philippe François Joseph (1700–1768), Comte de Custine,
- Marie Antoinette Philippine de Custine (1746–1800), Comtesse de Roussy; ⚭ 1770 Albert Louis (* 1731; † 1795), Baron de Pouilly et de Chauffour, Comte de Roussy

## Die savoyischen Roussy
- Félix-Léonard de Roussy (1785–1857), 1821 savoyischer Marquis de Roussy, ab 1857 Roussy de Sales, ab 1860 französischer Titel aufgrund der Annexion Savoyens
- Eugène de Roussy, ab 1857 Roussy de Sales (1822–1915), Comte
- Francois de Roussy de Sales (1860–1943), Comte
- Raoul de Roussy de Sales (1896–1942), Comte
- Jean-François de Roussy de Sales (1928–1999), Comte de Thorens